# Esperanto
Esperanto ist die am weitesten verbreitete Plansprache. Ihre heute noch gültigen Grundlagen wurden als Internationale Sprache 1887 von dem Augenarzt Ludwik Lejzer Zamenhof veröffentlicht, dessen Pseudonym Doktoro Esperanto („Doktor Hoffender“) zum Namen der Sprache wurde.

## Verbreitung und Verwendung
Esperanto besitzt in keinem Land der Welt den Status einer Amtssprache. Polen hat Esperanto 2014 als Träger der Esperanto-Kultur auf die Liste des immateriellen Kulturerbes gesetzt; Kroatien hat die Esperanto-Tradition 2019 als Kulturgut anerkannt. Das linguistische Sammelwerk Ethnologue stellt institutionellen Gebrauch von Esperanto und eine Sprachgemeinschaft von weniger als einer Million Sprechern (inkl. Zweitsprachler) fest.
Die Ungarische Akademie der Wissenschaften hat 2004 bestätigt, dass Esperanto eine lebende Fremdsprache ist (dies hat der Völkerbund bereits 1922 festgestellt). In Ungarn haben zwischen 2001 und 2009 etwa 39.000 Personen eine staatlich anerkannte Esperanto-Sprachprüfung abgelegt. Grund war insbesondere, dass die Universitäten den Nachweis von Fremdsprachenkenntnissen forderten und hierfür auch Esperanto anerkannten. Nach etwa 2007 wurde die Anerkennung des Esperanto in vielen Fächern beendet. 2022 stellte Ungarn den Hochschulen frei, ob sie von Studenten einen Fremdsprachennachweis fordern. Infolgedessen sank die Zahl der Studenten, die eine Esperanto-Sprachprüfung ablegten, erheblich.
China veröffentlicht seit 2001 täglich Nachrichten sowie weiterhin seit längerem eine Internet-Zeitschrift in Esperanto. China Radio International (CRI) veröffentlicht auf seiner Website Textnachrichten und Videos in Esperanto, auf Kurzwelle gibt es vier mal täglich (Stand: 2024) ein einstündiges esperantosprachiges Hörfunkprogramm. In der chinesischen Stadt Zaozhuang in der Provinz Shandong eröffnete 2013 ein Esperanto-Museum mit 680 Quadratmetern Ausstellungsfläche, das für 3 Mio. Yuan erbaut worden war. China unterstützt in Zusammenarbeit mit der UNESCO seit 2017 die Herausgabe der Zeitschrift Unesco-Courier in Esperanto.
Der Vatikan hat 1990 liturgische Texte in Esperanto für Messen zugelassen. Das Esperanto-PEN-Zentrum ist seit 1993 Mitglied in PEN International. Die Österreichische Nationalbibliothek in Wien beherbergt eine Plansprachensammlung und ein Esperantomuseum.
Die Esperanto-Wikipedia hatte im März 2024 etwa 350.000 Artikel; nach der Größe steht diese Wikipedia-Ausgabe damit auf Platz 37 und bietet etwas mehr Artikel als etwa die armenische, bulgarische oder dänische Version. Bei Twitter gehörte Esperanto in jedem Jahr von 2009 bis 2019 zu den Top-30-Sprachen. In der Sammlung von übersetzten Beispielsätzen Tatoeba liegt Esperanto nach der Zahl der Sätze (5/2025: etwa 790.000) an vierter Stelle nach Englisch, Russisch sowie Italienisch und vor 420 weiteren Sprachen.

## Geschichte

### Hintergründe zur Entstehung
Der Esperanto-Gründer Ludwik Lejzer Zamenhof wuchs in der heute polnischen, damals zum Russischen Reich gehörenden Stadt Białystok auf. Auf Grund der ethnisch diversen Bevölkerung von Polen, Litauern, Deutschen und vor allem Juden bildeten sich ghettoartige Strukturen. Oft gab es körperliche Auseinandersetzungen und Pogrome. Schon zu seiner Schulzeit kam Zamenhof der idealistische Gedanke, dass eine neutrale Sprache notwendig sei, um Ethnozentrismus und Ghettobildung zu verhindern, und letztlich auch ein Schlüssel zum Weltfrieden wäre. Der Begriff Homaranismo beschreibt seine Lehre von der Verbrüderung der Menschheit.

### Die drei Ziele
1887 veröffentlichte Zamenhof in Warschau eine Broschüre mit den Grundlagen der Sprache. In seinem von seiner Frau Klara Zamenhof finanzierten Unua Libro („Erstes Buch“) formulierte er zugleich drei Ziele für seine Sprache:
1. „Die Sprache muss sehr leicht sein, so dass sie jeder sozusagen spielend erlernen kann.“
2. „Jeder, der diese Sprache erlernt hat, muss sie sofort zum Verkehr mit anderen Nationalitäten benutzen können, ganz abgesehen davon, in wie fern diese Sprache von der Welt anerkannt wird, ob sie viele, wenige oder gar keine Anhänger hat, d. h. dass die Sprache gleich von Vorne herein, in Folge ihres besonderen Baues, als Mittel zum internationalen Verkehr dienen kann.“
3. „Ein Mittel zu finden, die Gleichgültigkeit der Welt zu überwinden, und dieselbe zu ermuntern, sofort und ‚en masse‘ von dieser Sprache, als von einer lebenden Sprache, Gebrauch zu machen, nicht aber nur mit einem Schlüssel dazu in der Hand, oder nur im äussersten Nothfalle.“[31]

Das erste Ziel soll u. a. durch folgende Mittel erreicht werden:
- Die Schreibweise ist phonematisch. Jeder Buchstabe hat nur eine Aussprache.
- Es gibt kein grammatikalisches Geschlecht (nicht so wie etwa im Deutschen: der Löffel, die Gabel, das Messer).
- Es gibt nur eine Deklination.
- Es gibt nur eine Konjugation.
- Die Sprache ist agglutinierend, d. h., alle Wortstämme bleiben bei Konjugation und Deklination unverändert.
- Es gibt nur sehr wenige grammatische Regeln und diese gelten ohne Ausnahmen.

Die erste Ausgabe des Unua Libro, in Russisch, umfasst 40 Seiten im Format A5. Der Grammatik-Teil darin enthält 16 Regeln auf sechs Seiten.

### Entwicklung bis 1914
1889 folgte eine Adressenliste mit den ersten Anhängern, außerdem wurde die auf Esperanto in Nürnberg herausgegebene Zeitschrift La Esperantisto gegründet.
1898 gründete Louis de Beaufront eine französische Esperanto-Gesellschaft, aus der später der erste Esperanto-Landesverband wurde. Marie Hankel übersetzte die von Zamenhof verfasste Dichtung „La Espero“. In der Vertonung des Barons Félicien Menu de Ménil aus Paris avancierte diese zur internationalen bei allen größeren Festlichkeiten der Esperantisten in allen Ländern gesungenen Hymne.
1908 wurde der Esperanto-Weltbund gegründet. Bis zum Ausbruch des Ersten Weltkrieges gab es Verbände oder zumindest Ortsgruppen auf allen Kontinenten.

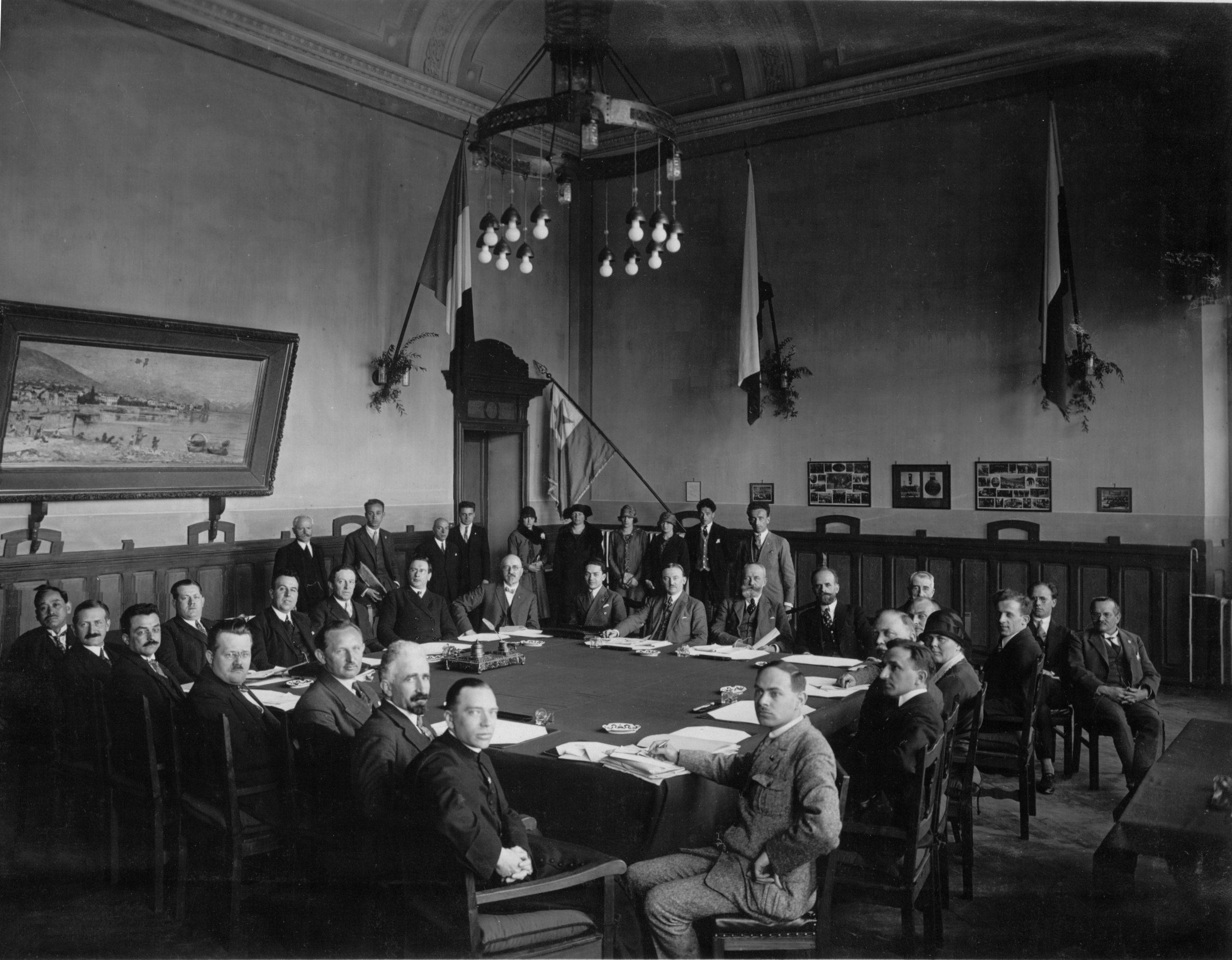
Zentralkomitee und Länderrat der Esperanto-Bewegung, im April 1926 auf einer gemeinsamen Sitzung in Locarno (Schweiz)

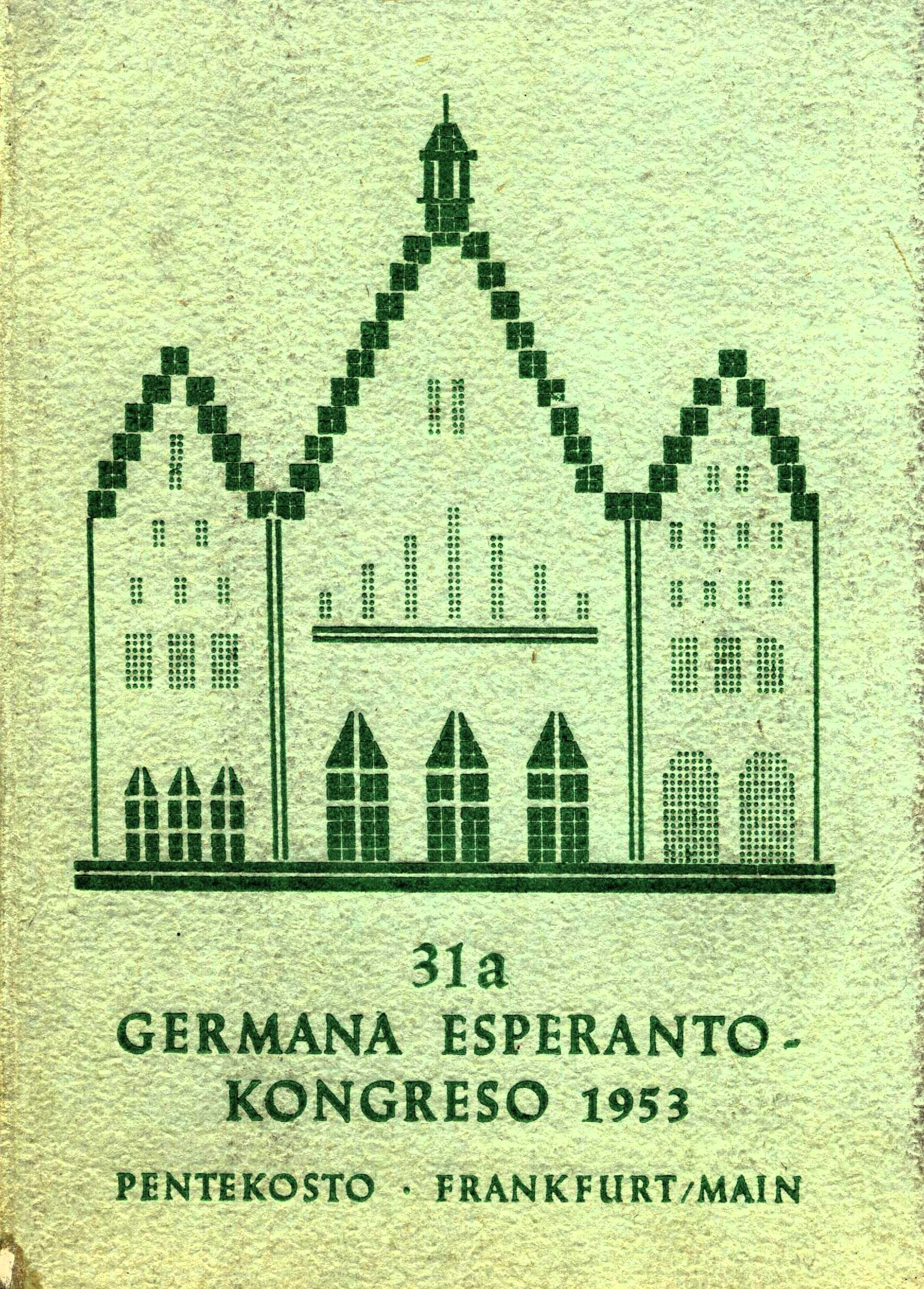
Kongresskarte Esperanto Kongress 1953 Frankfurt/Main

### Von 1914 bis zum Ende des Zweiten Weltkriegs
Im November 1920 veröffentlichte die Vossische Zeitung eine Idee aus der Zeitung L’Avenir, wie sich Esperanto schnell als Weltsprache etablieren könnte. In dem Hinweis heißt es: „Wenn die französische Regierung das Esperanto zum obligatorischen Unterrichtsgegenstand erhöbe, würde sie vor Ablauf von zwei Jahren überall in der Welt Nacheiferung finden. Es ist erstaunlich, dass der Mensch trotz aller Siege über die Natur und die feindlichen Elemente noch nicht dahin gelangt ist, die Sprachverwirrung zu meistern.“
Die Nordische Rundfunk AG begann am 5. Oktober 1924, jeden Montag um 18.00 Uhr Nachrichten in Esperanto unter dem Titel Dek minutoj da Esperanto ‚Zehn Minuten Esperanto‘ auszustrahlen. Andererseits kam es zwischen den beiden Weltkriegen in mehr als einem Dutzend Ländern zu Behinderungen. Im nationalsozialistischen Deutschland wurden neben vielen anderen auch Plansprachenvereinigungen verboten.
Unter Josef Stalins Herrschaft in der Sowjetunion gab es kein öffentlich bekannt gemachtes Verbot, jedoch wurden bereits mit Beginn der Großen Säuberung neben vielen anderen Gruppen auch führende Esperanto-Sprecher verhaftet und deportiert. Der Geheimdienst NKWD listete zunächst u. a. „alle Menschen mit Auslandskontakten“ auf. Ein Befehl von 1940 aus Litauen listet „Esperantisten“ neben Briefmarkensammlern unter den zu registrierenden Personengruppen. Tausende Esperantosprecher wurden verhaftet und in Lager gesperrt; Rytkov schätzte, dass unter den 1,5 Millionen Verhafteten auch 30.000 sowjetische Esperanto-Sprecher waren, von denen einige Dutzend erschossen wurden; Tausende starben später in Lagern.

### Nach dem Zweiten Weltkrieg
Während des Kalten Krieges dauerte es längere Zeit, bis in den osteuropäischen Staaten Esperanto-Verbände gegründet werden konnten. Eine Ausnahme bildete Jugoslawien, wo bereits 1953 ein Esperanto-Weltkongress stattfand. 1958 fand der Kongress in Mainz, in Deutschland statt, 1959 in Warschau. Seit 1959 gibt es auch den Versuch, mit dem Stelo eine völkerverbindende Komplementärwährung einzuführen, die bis heute verwendet wird und im Jahr 2022 zum Kurs von etwa 1 € = 4 steloj getauscht werden kann. Es war der erste Weltkongress in einem Land des Ostblocks. Nach und nach entwickelten sich Kontakte und Zusammenarbeit zwischen den Landesverbänden in Ost und West. In den 1960er Jahren wurden zwei Spielfilme in Esperanto gedreht, Angoroj (Frankreich, 1964) und Inkubo (USA, 1966). 1980 durfte der chinesische Landesverband dem Esperanto-Weltbund beitreten.
Nach dem Zweiten Weltkrieg stieg die Zahl der Landesverbände im Weltbund stetig an. 1948 hatte der Weltbund 19 Landesverbände, 1971 bereits 34, 1989 waren es 47 und 2013 insgesamt 71. Die Anzahl der Menschen, die diesen Verbänden angehören, wuchs jedoch nicht in gleichem Maße und sank auch wieder. 2016 befand sie sich auf dem niedrigsten Stand seit 1947. Demgegenüber gibt es eine zunehmende Anzahl von Gruppen im Internet (z. B. soziale Netze und Mitarbeiter an Projekten wie Wikipedia, Sprachkurse, Wörterbücher und Programme). 1948 wurde in Amsterdam ein internationaler Eisenbahner-Esperanto-Bund gegründet.
1953 fand in Deutschland der erste Esperanto-Kongress nach dem Zweiten Weltkrieg in Frankfurt am Main statt.

### Ab 1980 – zunehmende Abkehr von der Idee einer einzigen Weltsprache
Mit zunehmender Dominanz des Englischen veränderten sich die Vorstellungen davon, was die Esperanto-Bewegung sein soll und sein kann. Mit dem Manifest von Rauma wurde 1980 der Raumismus begründet. Dieser definiert die Esperanto-Gemeinschaft als „selbstgewählte, verstreut lebende, sprachliche Minderheit“ und kritisiert damit zentrale Ziele der traditionellen Esperanto-Bewegung. An Stelle des Ziels, Esperanto zu einer weit verbreiteten Weltsprache zu machen, stellen die Anhänger des Raumismus die Idee einer Art globalen Subkultur, die persönlichen Austausch, Reisen und Kommunikation ermöglicht.
Seit 2022 gibt es mit der Gründung eines Esperanto-Klubs auf der Amundsen-Scott-Südpolstation nun auf allen Kontinenten der Erde organisierte Esperantosprecher. 2024 fand der erste Esperanto-Weltkongress in Afrika überhaupt in Arusha, Tansania statt.

## Sprachbau

Edgar Allen Poe [sic!]: Titelblatt von Ses Noveloj von 1924, übersetzt von Albert Frank Milward.

Die Wörter bestehen überwiegend aus unveränderlichen Wortelementen, die aneinandergefügt werden. So wird beispielsweise die Mehrzahl der Substantive und Adjektive und der Pronomen durch das Anhängen eines -j gebildet: domo ,Haus‘, domoj ,Häuser‘, der Objektfall durch das Anhängen eines weiteren -n: domojn ‚Häuser (Akk. Plural)‘. Der Wortstamm wird nicht verändert, wie es oft im Deutschen vorkommt. Das hier sichtbare agglutinierende Prinzip ist beispielsweise auch aus dem Finnischen, Ungarischen und Türkischen bekannt.
Zamenhof strebte einen regelmäßigen Sprachbau an, um den Lernaufwand zu minimieren, insbesondere in der Morphologie und bei der Wortbildung. Für die Deklination von Substantiven und die Konjugation von Verben gibt es jeweils nur ein Schema. Auch das in vielen Sprachen unregelmäßige Verb „sein“ wird im Esperanto nach demselben Schema konjugiert wie alle anderen Verben:
| Singular                         | Singular   | Singular                   | Singular         | Singular                   | Plural  | Plural     | Plural                     | Plural            | Plural                    |
|                                  | Präsens    | Vergangenheit              | Zukunft          | Konjunktiv                 |         | Präsens    | Vergangenheit              | Zukunft           | Konjunktiv                |
| -------------------------------- | ---------- | -------------------------- | ---------------- | -------------------------- | ------- | ---------- | -------------------------- | ----------------- | ------------------------- |
| mi ich                           | estas bin  | estis war / bin gewesen    | estos werde sein | estus würde sein / wäre    | ni wir  | estas sind | estis waren / sind gewesen | estos werden sein | estus würden sein / wären |
| vi / ci (= vertraulich) du       | estas bist | estis warst / bist gewesen | estos wirst sein | estus würdest sein / wärst | vi ihr  | estas seid | estis wart / seid gewesen  | estos werdet sein | estus würdet sein / wärt  |
| li / ŝi / ĝi / oni er/sie/es/man | estas ist  | estis war / ist gewesen    | estos wird sein  | estus würde sein / wäre    | ili sie | estas sind | estis waren / sind gewesen | estos werden sein | estus würden sein / wären |

Zur besseren Erkennbarkeit haben einige Wortarten bestimmte Endungen. -o beispielsweise ist die Endung für Substantive: domo ,Haus‘; -a ist die Endung für Adjektive: doma ,häuslich‘ usw. Auch einige Wörter, die weder Substantive noch Adjektive sind, enden auf -o oder -a, sodass der Endvokal allein zur Wortartbestimmung nicht ausreicht.
Viele Esperanto-Wörter sind ähnlich dem Latein oder den romanischen Sprachen. Ein guter Teil von ihnen findet sich so ähnlich auch in anderen Sprachen (vgl. Esperanto muro, deutsch Mauer, polnisch mur, niederländisch muur aus lateinisch murus; französisch: mur, italienisch/portugiesisch/spanisch: muro). Ein Anteil ist ähnlich den germanischen Sprachen, vor allem dem Deutschen und Englischen (je nach Textkorpus wird dieser Anteil auf fünf bis zwanzig Prozent geschätzt.) Dazu gibt es eine Reihe von Wörtern ähnlich den slawischen Sprachen, besonders dem Polnischen und dem Russischen (etwa Esperanto kolbaso, polnisch kiełbasa, russisch колбаса́, deutsch ‚Wurst‘). Außerdem wurden ein paar Wörter aus dem Griechischen entlehnt (Esperanto kaj, griechisch και). Die Auswahl derjenigen Sprache, aus der Zamenhof ein Wort nahm, bestimmte er nach Zweckmäßigkeit, zunächst danach, welches Wort den meisten bekannt sein könnte, dann oft, um Verwechslungen zu vermeiden. Allerdings gibt es auch falsche Freunde, wie in anderen Sprachpaaren (Esperanto regalo bedeutet ‚Bewirtung‘, vgl. französisch régaler ‚bewirten‘; ein Regal wird in Esperanto als bretaro übersetzt, wörtlich ‚Bretteransammlung‘).
Einige Wörter sind so ähnlich den indogermanischen Sprachen bekannt, zum Beispiel Esperanto religio ‚Religion‘: englisch religion, französisch religion, polnisch religia; Esperanto lampo ‚Lampe‘: englisch lamp, französisch lampe, polnisch lampa usw. Teilweise existieren im Esperanto bewusste Mischformen, zum Beispiel ĝardeno ‚Garten‘: Die Schreibung ähnelt englisch garden, die Aussprache ähnelt französisch jardin.
Die Schreibweise ist phonematisch, das heißt, dass jedem Schriftzeichen nur ein Phonem (Sprachlaut) und jedem Phonem nur ein Schriftzeichen zugeordnet ist. Sie verwendet Buchstaben des lateinischen Alphabets, ergänzt durch Überzeichen (diakritische Zeichen). Beispielsweise entspricht ŝ dem deutschen sch und ĉ dem tsch (z. B. in ŝako ‚Schach‘ und Ĉeĉenio ‚Tschetschenien‘). (Siehe auch Esperanto-Rechtschreibung.)
Sprachbeispiel

Allgemeine Erklärung der Menschenrechte, Artikel 1:
Ĉiuj homoj estas denaske liberaj kaj egalaj laŭ digno kaj rajtoj. Ili posedas racion kaj konsciencon, kaj devus konduti unu al la alia en spirito de frateco.

Alle Menschen sind frei und gleich an Würde und Rechten geboren. Sie sind mit Vernunft und Gewissen begabt und sollen einander im Geist der Brüderlichkeit begegnen.

## Forschung
Die Esperantologie ist derjenige Teil der Sprachwissenschaft, der sich mit Esperanto befasst. Jährlich erscheinen einige hundert wissenschaftliche Artikel zu Esperanto und anderen geplanten Sprachen. So stellte der Wirtschaftswissenschaftler François Grin die Hypothese auf, es könnten durch die Verwendung von Esperanto 25 Millionen Euro jährlich gespart werden. In Deutschland gibt es die „Gesellschaft für Interlinguistik“, deren etwa 65 Mitglieder sich der Erforschung des Esperanto und anderer geplanter sowie internationaler Sprachen und ihrer Verwendung widmen.

## Organisationen

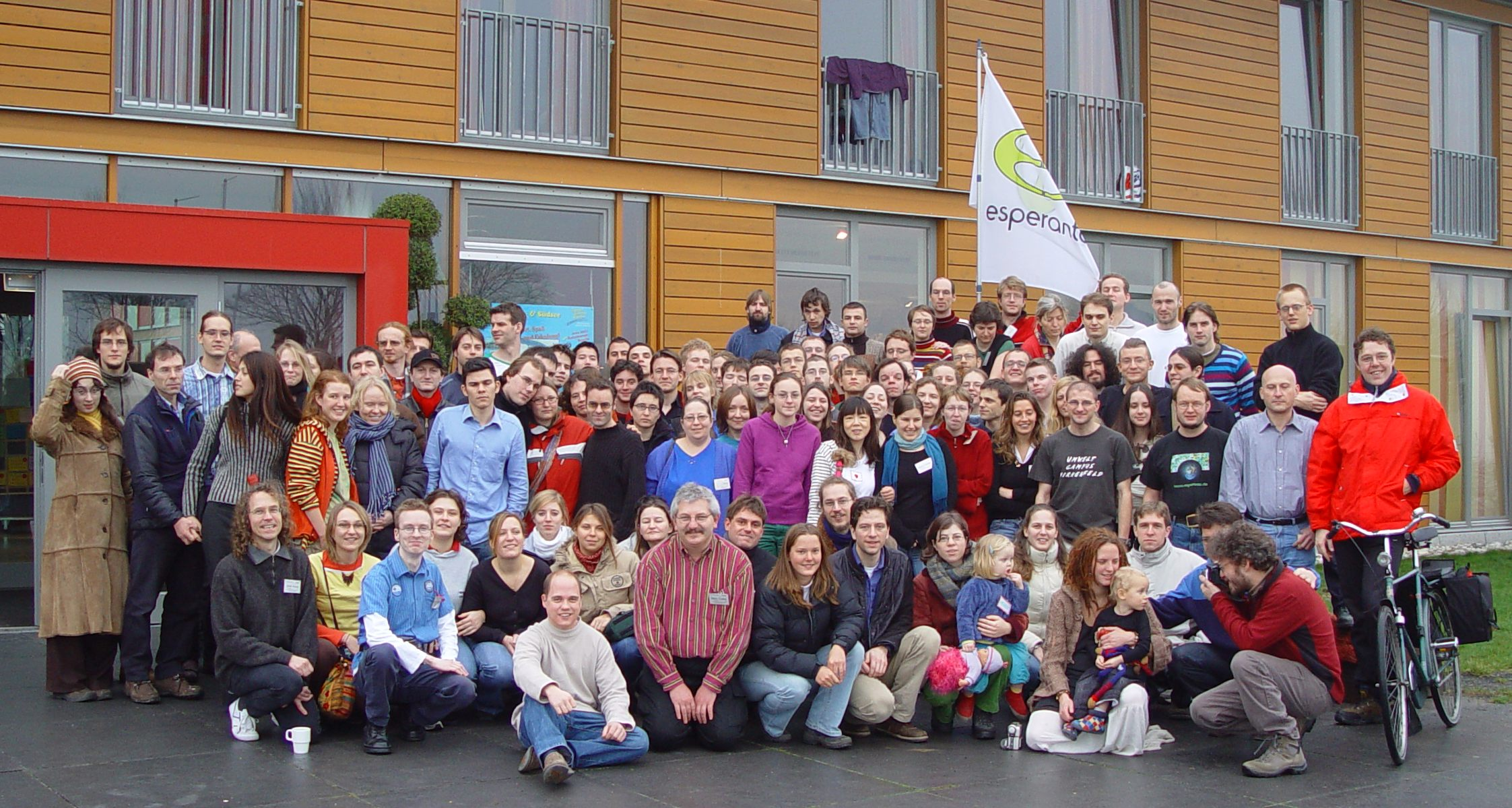
Einige der Teilnehmer der internationalen Woche (Xanten, 2005/2006)

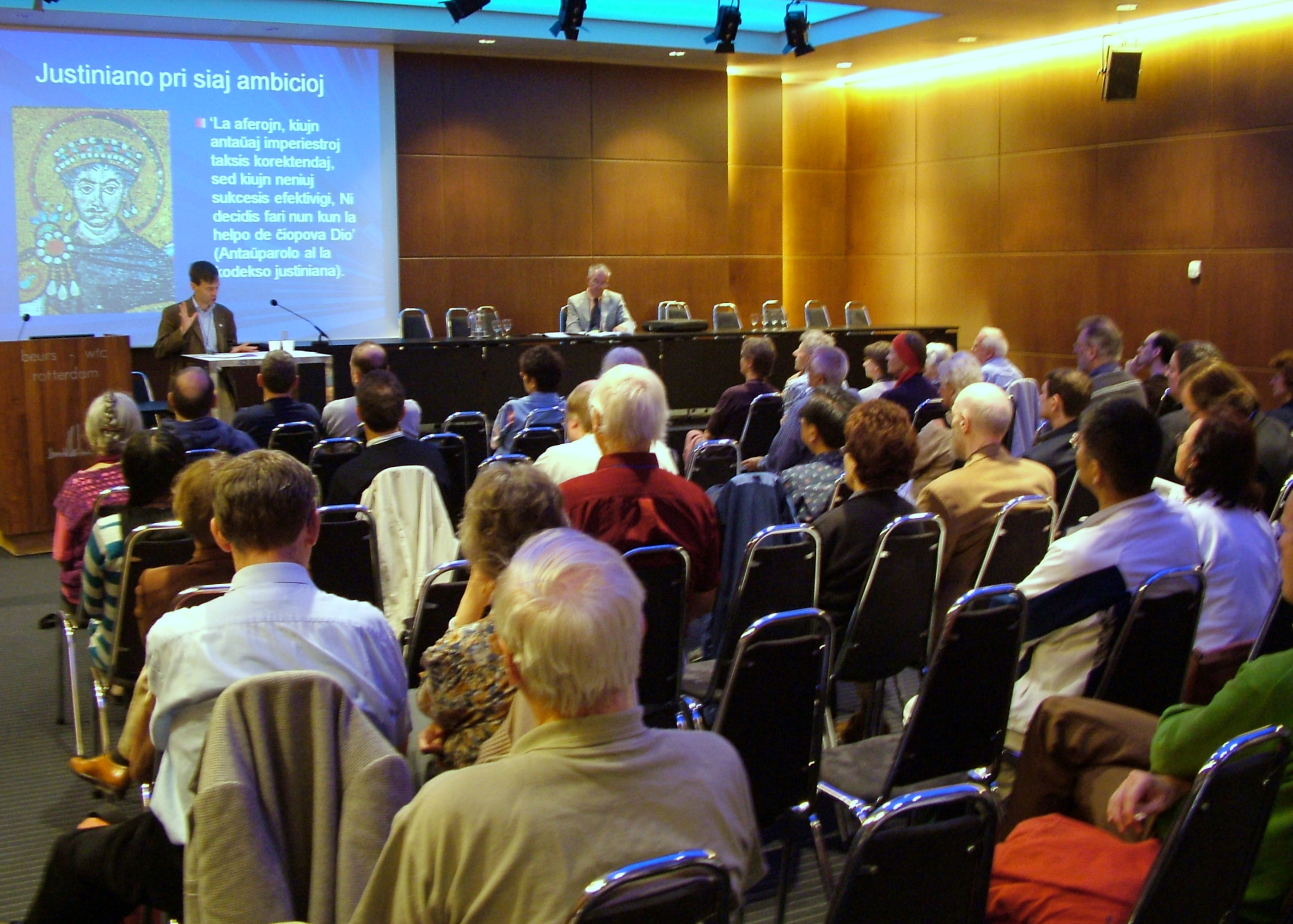
Vortrag in der Sommer-Universität auf dem Esperanto-Weltkongress 2008

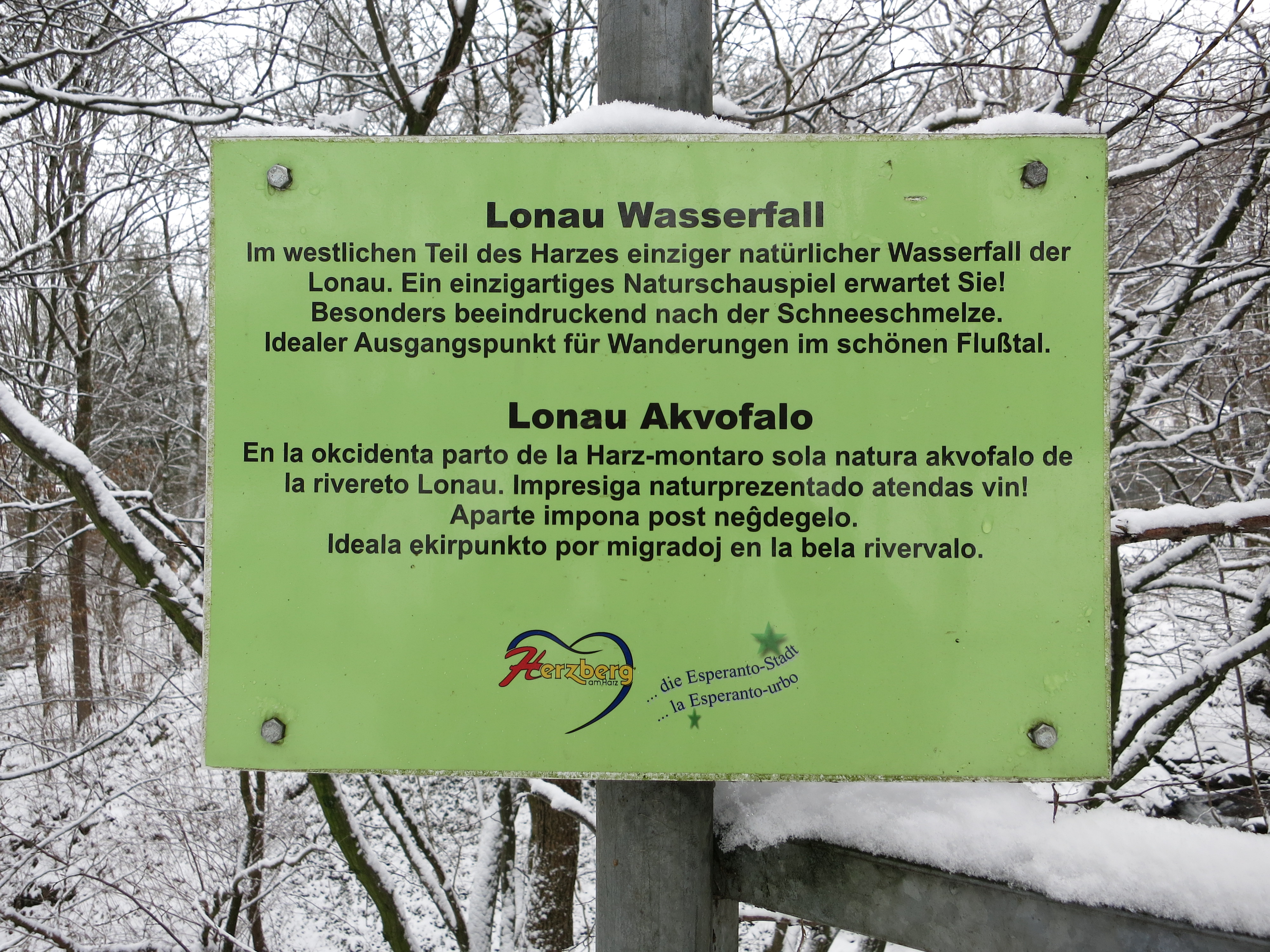
In Herzberg am Harz, das sich als Esperanto-Stadt bezeichnet, gibt es viele Hinweisschilder auf Esperanto

Der mit etwa 15.000 Mitgliedern größte weltweite Dachverband ist der Esperanto-Weltbund mit Sitz in Rotterdam. Ihm obliegt die Ausrichtung und Organisation des jährlich stattfindenden Esperanto-Weltkongresses, der größten und wichtigsten Veranstaltung mit Teilnehmerzahlen zwischen 350 und 3000.
Die größten Esperanto-Organisationen in Deutschland sind mit etwa 700 Mitgliedern der Deutsche Esperanto-Bund sowie dessen Jugendorganisation, die Deutsche Esperanto-Jugend, die mit ihren Orts-, Regional- und Landesverbänden etwa 100 Mitglieder hat. Diese ist gleichzeitig Mitglied der weltweiten Jugendorganisation TEJO.
Im österreichischen Landesverband sind 72 Esperantisten organisiert, die Schweizerische Esperanto-Gesellschaft vertritt 170 Mitglieder inklusive der Jugendgruppe.
In Japan gibt es die recht aktive Esperantistenbewegung „Swan“, die von dem reichen Unternehmer Etsuo Miyoshi finanziell stark unterstützt wird. Er publiziert auch seit Jahren in Europäischen Zeitungen (z. B. Die Zeit, Le Monde) große Anzeigen, in denen für das Erlernen von Esperanto geworben wird. Damit soll unter anderem erreicht werden, dass die EU Esperanto anerkennt und anwendet.

## Anzahl der Sprecher

### Esperanto als zweite Muttersprache
Nach Darstellung des Esperanto-Aktivisten Renato Corsetti waren 1996 etwa 350 Familien bei der „Familia Rondo“ des Esperanto-Weltbundes registriert, in denen die Kinder mit Esperanto als zweiter Muttersprache aufwuchsen. Eine Schätzung der Vorsitzenden der Gesellschaft für Interlinguistik von 2012 geht von bis zu 2000 Muttersprachlern aus; der Esperanto-Weltbund gab im April 2017 eine Anzahl von 1000 Muttersprachlern an.

### Esperanto als Fremdsprache
Die Schätzungen für die Zahl der heutigen Sprecher weichen stark voneinander ab – es finden sich Zahlen zwischen 100.000 und zehn Millionen. Dabei ist zu beachten, dass verschiedene Angaben sich auf unterschiedliche Niveaus der Sprachbeherrschung und -nutzung beziehen; oft wird von ein paar Millionen ausgegangen, die Esperanto gelernt haben, und ein paar hunderttausend, die Esperanto regelmäßig sprechen.
Schätzungen gehen davon aus, dass in den über 130 Jahren seines Bestehens zwischen 5 und 15 Millionen Menschen Esperanto erlernt hätten.
Im Jahr 1889 lebten noch über 90 % der Esperantosprecher in Russland. Eine umfassende Erhebung des deutschen Esperanto-Instituts im Jahr 1926 ergab eine Anzahl von 136.209 Sprechern weltweit, darunter über 120.000 in Europa, etwa 31.000 in Deutschland.
Esperanto habe darüber hinaus eine lange Geschichte in Ländern wie China, Japan und Brasilien, und aktive Esperanto-Sprecher könnte man in den meisten Ländern der Welt finden, schreiben Byram und Hu. John R. Edwards zitiert einen Zeitungsartikel von People's Daily, laut dem es in China 2004 ca. 10.000 Esperanto-Sprecher gab, von denen etwa 10 % die Sprache fließend beherrschten. Bei der ungarischen Volkszählung für 2011 gaben 8397 Personen Esperanto-Kenntnisse an. Bei einer Einwohnerzahl von etwa 10 Millionen entspricht das einem Anteil von etwas weniger als 0,1 Prozent der Bevölkerung, die angaben, Sprachkenntnisse in Esperanto zu besitzen; im Vergleich zu anderen Fremdsprachen liegt Esperanto auf Platz 15. Bei der Volkszählung 2022 wurden 4297 Esperantosprecher in Ungarn ermittelt. Seit 2001 sind in Ungarn etwa 39.000 staatlich anerkannte Esperanto-Sprachprüfungen abgelegt worden, also von etwa 0,4 % der Bevölkerung. Bei der russischen Volkszählung für 2021 gaben 753 Personen Esperanto-Kenntnisse an.
Das linguistische Sammelwerk Ethnologue gab 2017 eine Zahl von zwei Millionen Menschen an, die Esperanto sprechen; diese Zahl basiert auf Schätzungen von 2004 und 2015. Inzwischen gibt Ethnologue die Zahl der Esperantosprecher mit unter einer Million an.
Mark Fettes, Vorsitzender der Universala Esperanto-Asocio (UEA) von 2013 bis 2019, schätzte im Jahr 2003 eine Zahl von weniger als 150.000 aktiven Sprechern weltweit; für diese Schätzung wurde angenommen, der Esperanto-Weltbund (UEA) habe 20 % der aktiven Esperanto-Sprecher als Mitglieder (damals etwa 20.000 Mitglieder in den Landesverbänden). Rudolf Fischer, damals Vorsitzender des Deutschen Esperanto-Bundes, vermutete 2008:

„Weltweit sprechen rund 100.000 Menschen fließend und regelmäßig Esperanto, davon leben etwa 2000 in Deutschland.“

### Anzahl organisierter Esperanto-Sprecher
Ende 2016 hatte der Esperanto-Weltbund (UEA) 4365 Einzelmitglieder und 8689 assoziierte Mitglieder. Das ist der niedrigste Stand seit der Neugründung der UEA 1947.

## Esperanto als Unterrichtsfach

### Esperanto in sozialistischen Staaten
Während zu Zeiten des Kalten Kriegs in den sozialistischen Staaten Esperanto gefördert wurde, spielt Esperanto-Unterricht in Schulen oder Hochschulen des ehemaligen Ostblocks heute faktisch keine Rolle mehr.
Nach Angaben aus dem Jahr 1982 wurde seinerzeit in 36 Ländern Esperanto-Unterricht aufgrund staatlicher Verfügungen erteilt. Dazu gehörten viele sozialistische Staaten, darunter Polen, Ungarn, Bulgarien und die baltischen Sowjetrepubliken.
Hintergrund war die Tatsache, dass die damaligen sozialistischen bzw. kommunistischen Staaten Englisch als De-facto-Weltsprache und die damit einhergehende westliche Dominanz nicht akzeptieren wollten und daher Esperanto als Gegengewicht unterstützten. Dazu wurden die staatlich unterstützten Esperanto-Verbände eingesetzt. Lehrveranstaltungen an Universitäten gab es 1970 weltweit an 15 Hochschulen, 1980 an 51 und 1985 an 110 Hochschulen in 22 Ländern. Nach einer Schätzung des Esperantisten Humphrey Tonkin aus dem Jahr 1984 erlernten an 32 chinesischen Universitäten 120.000 Studenten Esperanto, während gleichzeitig etwa 10 Millionen chinesische Studenten Englisch lernten. Der wichtigste Esperanto-Studiengang bestand zwischen 1969 und 2002 an der Eötvös-Loránd-Universität in Budapest.

### Esperanto-Unterricht heute
Anfang des 21. Jahrhunderts ist in Ungarn Esperanto als Prüfungsfach an einigen höheren Schulen zugelassen. Es existieren kleinere Schulprojekte an Grundschulen wie das britische Springboard to Languages, das an vier Grundschulen durchgeführt wurde.

### Esperanto an Universitäten
Ein dreijähriger esperantosprachiger Studiengang „Interlinguistik“ wurde von 1998 bis 2024 an der Adam-Mickiewicz-Universität Posen angeboten; an der Universität Amsterdam existiert seit 2002 ein vom Esperanto-Weltbund finanzierter, jeweils auf fünf Jahre begrenzter Lehrstuhl für Interlinguistik und Esperanto. Auch an der Universität Zaozhuang kann man Esperanto studieren.

### Esperanto-Lernen im Internet
Bei Duolingo wird ein Esperanto-Sprachkurs auf Englisch angeboten. Für die noch existierenden Kurse auf Französisch, Portugiesisch und Spanisch kann man sich allerdings seit Januar 2023 nicht mehr neu anmelden, was damit begründet wurde, dass die Pflege des Materials wegen des geringen Interesses an diesen Kursen nicht rentabel sei. Ob die drei Kurse beibehalten werden, ist offen.
Weiterhin gibt es Esperanto-Sprachkurse bei mehreren Dutzend anderen Sprachanbietern.

## Esperanto als Amtssprache
Esperanto ist die zweite „Amtssprache“ der Mikronation Molossia.

## Internationale Esperanto-Veranstaltungen heute
Regelmäßig findet eine große Zahl an mehr oder weniger formellen Treffen und Konferenzen von Esperantosprechern statt, an denen ein internationales Publikum teilnimmt. Täglich werden mehrere Online-Vorträge und Diskussionen angeboten.

## Esperanto und Künstliche Intelligenz
Google Translate kann seit 2012 beliebige Texte von und ins Esperanto übersetzen. Das bietet auch der Bing-Übersetzer von Microsoft sowie etwa ein Dutzend weiterer Übersetzersysteme.
Viele der modernen KI-Bots beherrschen Esperanto, so z. B. ChatGPT (OpenAI), Claude (Anthropic), Copilot (Microsoft), DeepSeek (Liang Wenfeng), Gemini (Google), Grok  (xAI, Elon Musk), Kobold, Le Chat (Mistral), Perplexity, Pi  (Inflection AI) und Qwen (Alibaba).

## Esperanto im Hörfunk
- Radio Vatikan strahlt drei Mal pro Woche eine knapp 10-minütige Sendung in Esperanto aus, die auch als Podcast gehört werden kann.[81]
- Der freie Rundfunksender Radio F.R.E.I. in Erfurt hatte bis Dezember 2021 einmal im Monat am zweiten Sonntag um 19 Uhr für eine Stunde eine UKW-Sendung in Esperanto angeboten.[82]

## Immaterielles Kulturerbe in Polen und Kroatien
In Polen gehört Esperanto „als Träger der Esperanto-Kultur“ seit 2014 zum offiziellen immateriellen Kulturerbe. Die Republik Kroatien hat die Esperanto-Tradition 2019 ebenfalls als immaterielles Kulturerbe anerkannt.

## Esperantide
Sogenannte Esperantide (auch Esperantoide) sind Sprachen, die auf der Basis von Esperanto konzipiert wurden. Die erste dieser Art ist Mundolinco, die bereits 1888, also ein Jahr nach Esperanto, veröffentlicht wurde.

### Ido
Ido ist eine 1907, also 20 Jahre nach Esperanto, publizierte Plansprache, die auf dessen Gerüst basiert. Es wurden einige Vereinfachungen und Vereinheitlichungen vorgenommen, wie zum Beispiel der Verzicht auf jegliche diakritische Zeichen. Einige Veränderungen erfolgten auch in der Grammatik, wobei es sich nicht um Grundlegendes handelt.

### Novial
Novial ist ein 1928 von Otto Jespersen entwickelter Mittelweg zwischen Esperanto und Ido.

### Arcaicam Esperantom
Arcaicam Esperantom wurde als „archaische Sprachform“ entwickelt, die in der Esperanto-Literatur als Stilmittel zur Verfügung steht.

## Kritik an Esperanto
Gegen Esperanto wurde unter anderem Folgendes als Kritik vorgebracht:
Gustav Landauer, Schriftsteller und Anarchist (1907):
- Der Geist hat zwei schlimme Feinde, erstens, die Dummheit, und zweitens, den Verstand. Oft finden sie sich vereinigt in Form kluger Geistlosigkeit; die hat auch das Esperanto erfunden. […] Die gewachsenen Sprachen können das: Zwischen den Worten lebt da gar vieles, was unsäglich und unaussprechlich ist. Esperanto aber kann nichts anderes sein als Schwätzen.[83]

Edgar von Wahl, Erfinder der Plansprache Occidental/Interlingue (1930):
- Eine „polnische“ Orthographie für den mehrheitlich „latino-romanischen“ Wortschatz führe zu einem fremden Schriftbild und häufigen Schreib- und Lesefehlern (colo ‚Zoll‘, aber kolo ‚Hals‘; caro ‚Zar‘, aber kara ‚lieb‘; deca ‚anständig‘, aber deka ‚zehnter‘).[84]
- Die „polnische“ Betonung (immer auf der vorletzten Silbe) führe zu einem fremdartigen Klang, der Fehler provoziere (radío ‚Radio‘, regúlo ‚Regel‘, opéro ‚Oper‘).[84]
- Die Einführung der slawischen Verbalaspekte stelle für Deutsche, Engländer und Japaner große Schwierigkeiten dar.[84]
- Die „kindische Maskerade“ durch „seine willkürlichen Etiketten für grammatikalische Kategorien, wie die Endung -o für die Hauptwörter“, z. B. hundo ‚Hund‘, brusto ‚Brust‘, haŭto ‚Haut‘, Eŭropo ‚Europa‘, boao ‚Boa‘, knabo ‚Knabe‘.[84]
- Die Ableitungssilben des Esperanto führen zu Formen, die zu den „international bekannten Formen“ in Gegensatz stehen, z. B. redaktisto ‚Redakteur‘, redaktejo ‚Redaktion‘, publikigaĵo ‚Publikation‘, aliformigilo ‚Transformator‘, katolikismo ‚Katholizismus‘. Esperanto führt deshalb zusätzlich noch „quasi-internationale“, aber nicht regelmäßig abgeleitete Formen ein, z. B. redaktoro, redakcio, transformatoro. „Wo Esperanto international ist, ist es nicht regelmäßig, und wo es regelmäßig ist, ist es nicht international, sondern groteske Willkür.“[85]

Wolf Schneider, Journalist und Schriftsteller, zunächst Englisch-Dolmetscher (1994):
- Es gebe mit der englischen Sprache bereits eine funktionierende Weltsprache.[86]
- Die Deklination sei kompliziert und schließe das Adjektiv ein.[86]

Jürgen Trabant, Romanist (2011):
- Hinter dem Lateinischen stehe eine große Literatur, die bei Esperanto fehle. Daher sei die Kunstsprache ungeeignet als Alternative.[87][88]

Das Esperanto-Alphabet wird kritisiert für die Verwendung von Konsonanten-Buchstaben mit Zirkumflex, die in den Alphabeten der Welt sehr selten seien. Der Versuch, diese Zeichen zu ersetzen, führe zu Digraphen, welche für Esperanto untypisch und in Wörterbüchern und Suchabfragen problematisch seien. Auch seien in vielen Sprachen die Fragepronomen (wann, warum, wer, quand, pourquoi, qui, when, why, who, …) phonetisch deutlich voneinander abgegrenzt, was die Kommunikation erleichtere – die Fragewörter in Esperanto seien jedoch alle zweisilbig, mit derselben betonten Silbe „ki-“. Zudem lasse Esperanto als Plansprache keine natürliche Evolution zu; die Weiterentwicklung der Sprache geschehe bislang nur durch die Erweiterung des Vokabulars: Wenn die Sprecher je nach ihrer Herkunft und ihren Bedürfnissen grammatikalische Strukturen, Schreibweisen und die Aussprache veränderten, trete eine unerwünschte Regionalisierung der „Weltsprache“ ein.

## Literatur

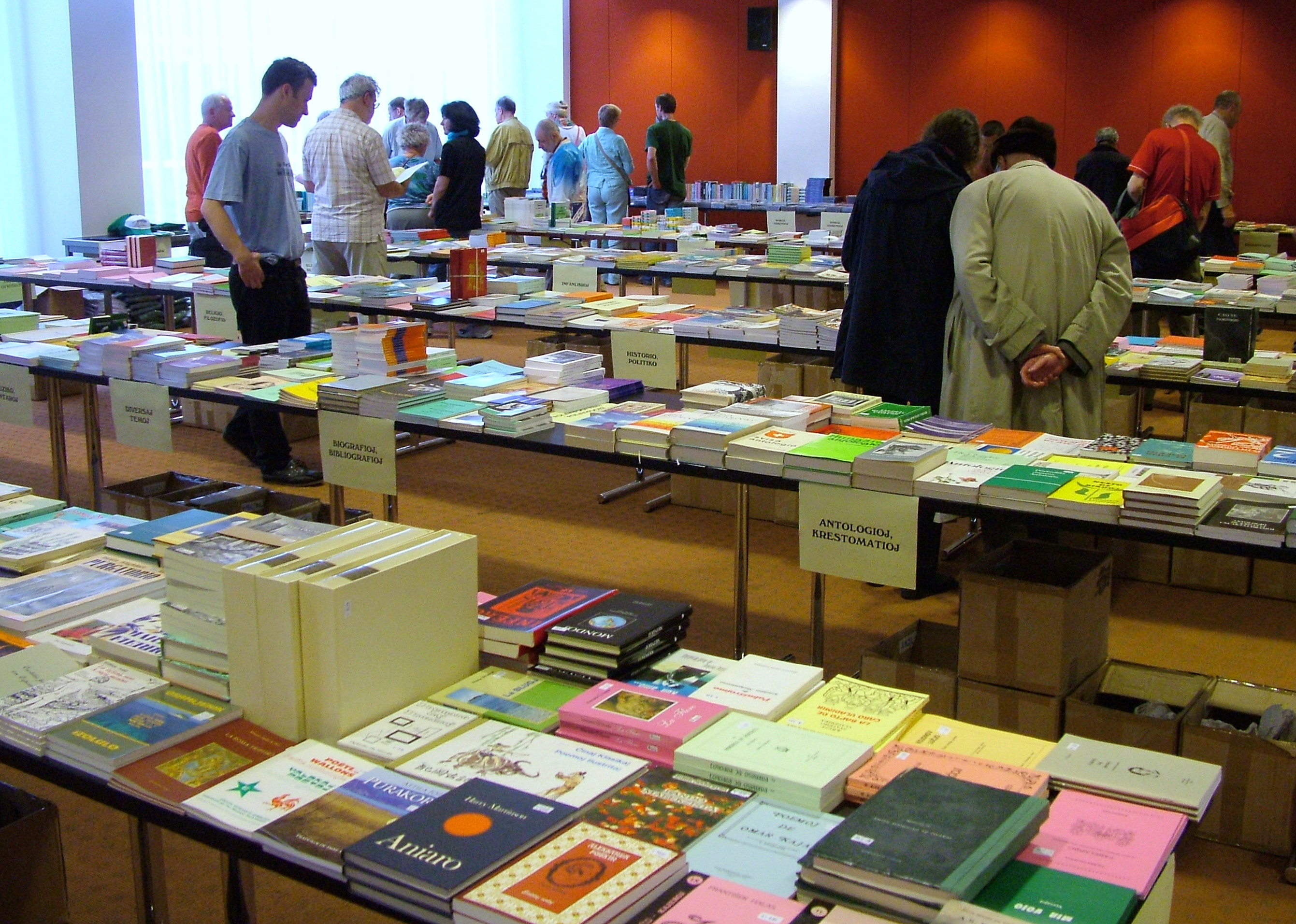
Esperanto-Bücher beim Weltkongress in Rotterdam 2008